# Ученик. Восхождение Трампа
«Ученик. Восхождение Трампа» (англ. The Apprentice) — художественный фильм режиссёра Али Аббаси, рассказывающий о карьере Дональда Трампа как бизнесмена в сфере недвижимости Нью-Йорке в 1970—1980-е годы.

## Сюжет
Сюжет фильм описывается как история наставника и протеже, которая документирует начало американской династии и затрагивает такие темы, как власть, коррупция и обман.

## В ролях
- Себастиан Стэн — Дональд Трамп
- Джереми Стронг — Рой Кон
- Мария Бакалова — Ивана Трамп[4]
- Марк Рендалл — Роджер Стоун
- Мартин Донован — Фред Трамп

## Производство
Впервые фильм был анонсирован в мае 2018 года, сценарий написал Шерман. В октябре 2023 года было подтверждено, что Аббаси присоединится к фильму в качестве режиссёра и соавтора сценария. Съёмки фильма начались в ноябре 2023 года, на главные роли были утверждены Стэн, Стронг и Бакалова.
Премьера фильма состоялась на 77-м Каннском кинофестивале, где он вошёл в основной конкурс.

## Отзывы и оценки
На сайте Rotten Tomatoes фильм имеет рейтинг 82 %, основанный на 239 отзывах. Средняя оценка — 6,9/10.
Дэвид Руни в рецензии для The Hollywood Reporter высоко оценил игру Стэна и Стронга, причём Стэн «вышел за рамки пародии, чтобы передать сущность человека». Помимо изображения Трампа и Кона, Руни пишет, что фильм рассматривает рост мышления «победителей» и «проигравших» в американской жизни от цинизма никсоновских лет до роста корпоративной жадности во время президентства Рейгана в 1980-х.

## Прокат
В России выступавшая дистрибьютором картины кинокомпания «Атмосфера кино» не получила прокатное удостоверение в ноябре 2024 г., что не помешало Роскомнадзору в феврале 2025 г. блокировать размещавшие у себя картину сайты по «антипиратскому» законодательству за нарушение авторских прав. Как отмечало издание «Вёрстка» со ссылкой на источники в министерстве культуры, фильм не получил прокатное удостоверение из-за негативного образа Дональда Трампа и наличия персонажа-гея (что нарушало закон о запрете пропаганды ЛГБТ).